# Acineto

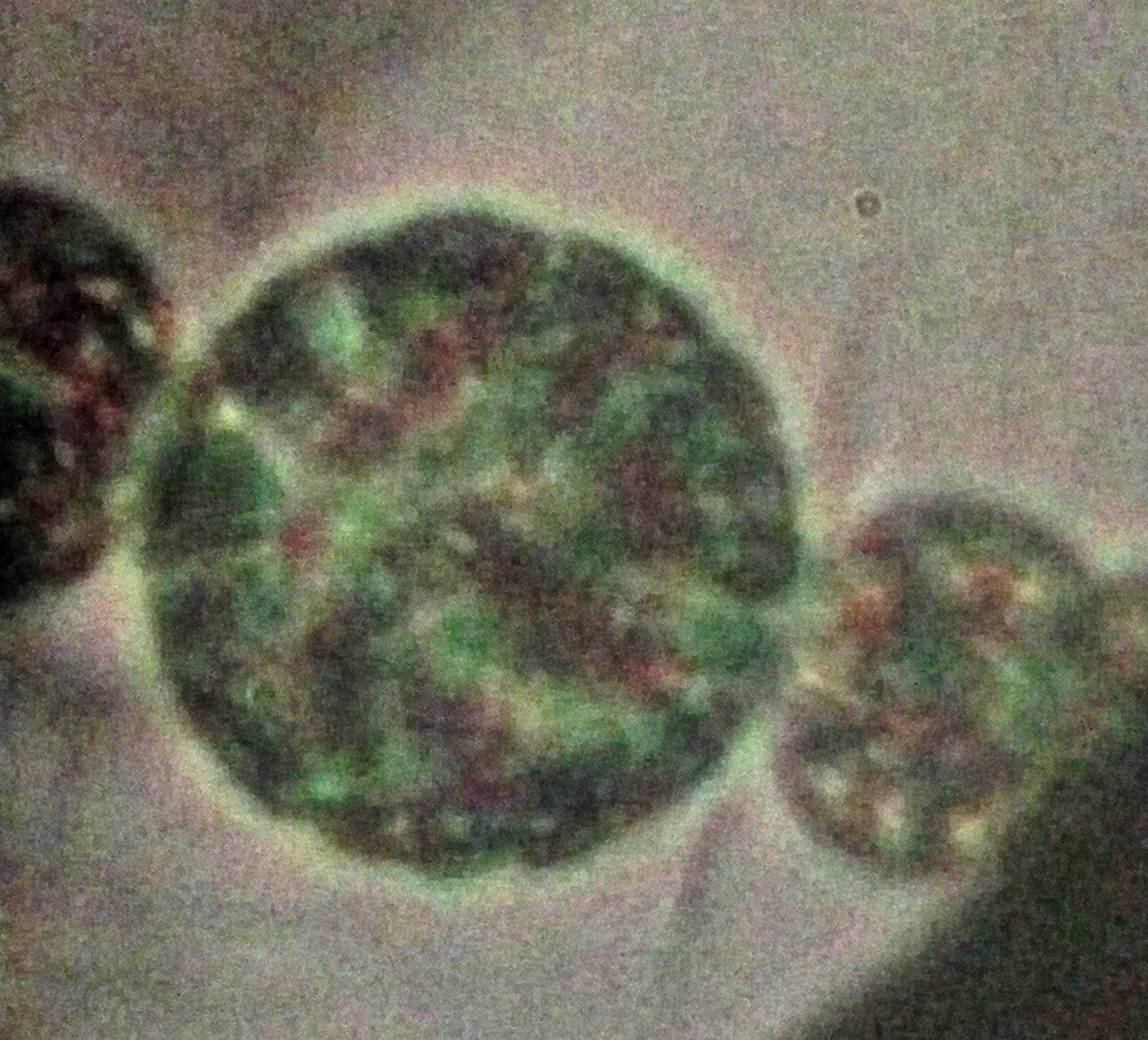
Un acineto de Dolichospermum smithii.

Los acinetos son un tipo especializado de células parecidas a las endosporas que producen algunas cianobacterias como respuesta a condiciones de vida desfavorables. 
Se originan a partir de células que se vuelven más grandes, con una pared más gruesa que las células vegetativas, a veces con pequeñas protuberancias; poseen un citoplasma granuloso debido a la acumulación de gran cantidad de cianoficina como sustancia de reserva. Entre la pared y las capas mucilaginosas segregan una nueva capa fibrosa. Tienen un metabolismo reducido y germinan cuando las condiciones ambientales vuelven a ser las adecuadas.